# GU-Racing
GU-Racing – niemiecki zespół wyścigowy, założony w 2003 przez Günthera Unterreitmeiera. Obecnie ekipa startuje jedynie w ATS Formel 3 Cup, jednak w przeszłości zespół pojawiał się także na starcie w Niemieckiej Formule BMW, Formule ADAC Masters, Formule Lista Junior, A1 Grand Prix, Superleague Formula, Europejskiej Formule 3 oraz w Formule 3 Euro Series.

## Starty

### Europejska Formuła 3
| Rok  | Bolid            | Kierowcy     | Wyścigi | Wygrane | PP | NO | Pkt | M.K. | M.Z. |
| ---- | ---------------- | ------------ | ------- | ------- | -- | -- | --- | ---- | ---- |
| 2012 | Dallara-Mercedes | Philip Ellis | 6       | 0       | 0  | 0  | 0   | 14   |      |

### Formuła 3 Euro Series
| Rok  | Bolid            | Kierowcy     | Wyścigi | Wygrane | PP | NO | Pkt | M.K. | M.Z. |
| ---- | ---------------- | ------------ | ------- | ------- | -- | -- | --- | ---- | ---- |
| 2012 | Dallara-Mercedes | Philip Ellis | 9       | 0       | 0  | 0  | 0   | 15   | 8    |